# فهرست مسیحیان برنده جایزه نوبل

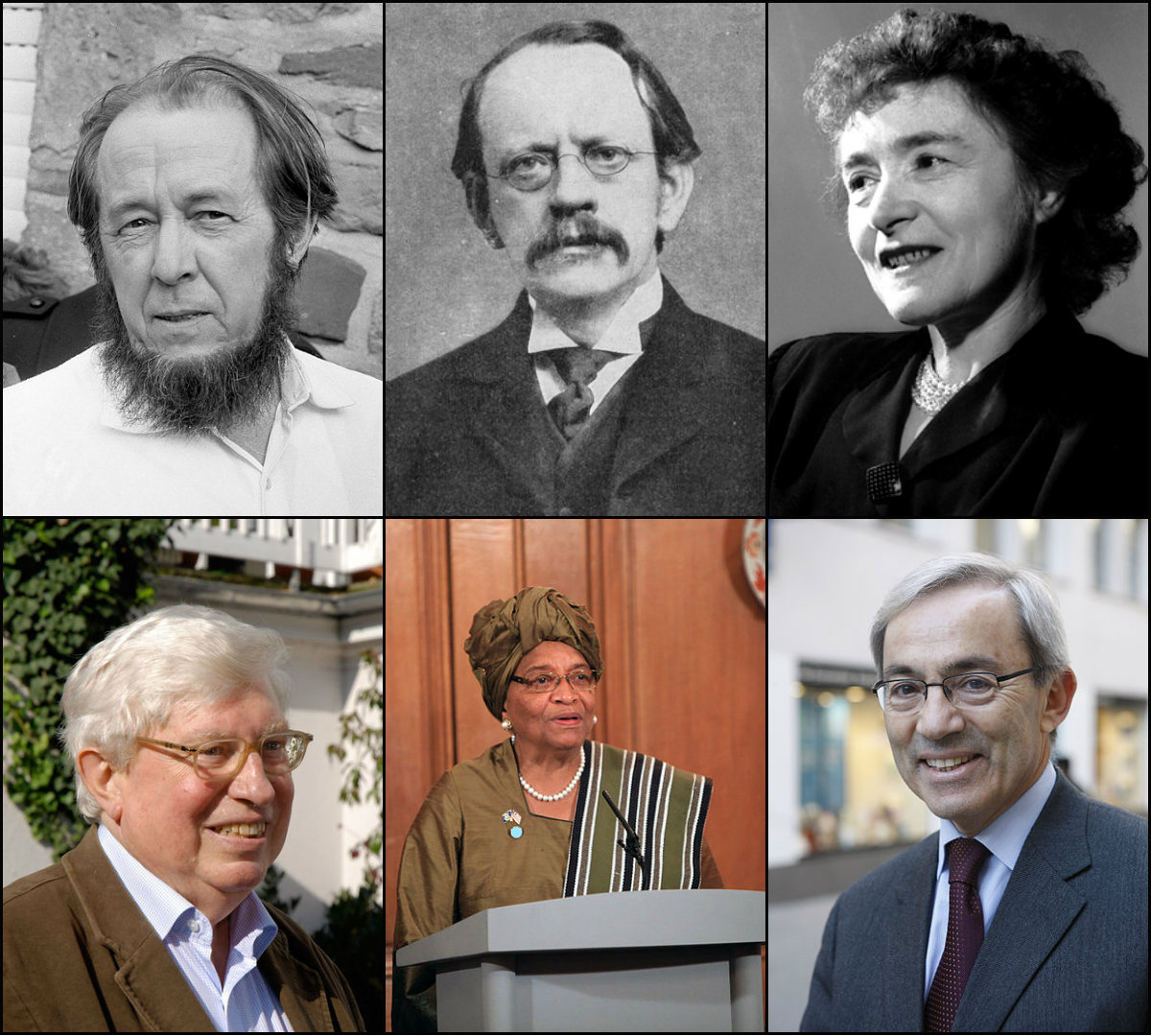
مجموعه‌ای از تصاویر را برای تعدادی از قابل توجه برندگان بجایزه نوبل مسیحیان

برآورد های انجام شده بین سال های ۱۹۰۱ تا ۲۰۰۰ نشان میدهد که بیش از نیمی از برندگان جایزه نوبل (۶۵٫۴٪)، مسیحی بوده اند و یا پیشینه مسیحی داشته اند.
به‌طور کلی، مسیحیان در مجموع ۷۸٫۳٪ از کل جوایز نوبل در صلح به دست آورده‌اند. ۷۲٫۵٪ در شیمی، ۶۵٫۳٪ در فیزیک، ۶۲٪ در فیزیولوژی و پزشکی، ۵۴٪ در اقتصاد و ۴۹٫۵٪ از جایزه ادبیات.

## فیزیک
بین سال های ۱۹۰۱ تا ۱۹۹۰، ۶۰٪ درصد از برندگان جایزه نوبل فیزیک پیشینه مسیحی داشته اند. این در حالی است که در بین سال های ۱۹۹۱ تا ۲۰۰۰ طبق تخمین های زده شده این آمار بیشتر شده و به ۶۵.۳٪ درصد رسیده است.
| سال  | برندگان نوبل فیزیک | ملیت                      | گرایش        |
| ---- | ------------------ | ------------------------- | ------------ |
| ۱۹۰۴ | لرد ریلی           | بریتانیا                  | انگلیکان     |
| ۱۹۰۶ | جوزف جان تامسون    | بریتانیا                  | انگلیکان     |
| ۱۹۰۹ | گولیلمو مارکونی    | ایتالیا                   | کاتولیسیسم   |
| ۱۹۱۷ | چارلز گلوور بارکلا | بریتانیا                  | متدیسم       |
| ۱۹۲۳ | رابرت میلیکان      | ایالات متحده آمریکا       | مشخص نشده    |
| ۱۹۲۷ | آرتور هالی کامپتون | ایالات متحده آمریکا       | پرسبیترینیسم |
| ۱۹۳۲ | ورنر کارل هایزنبرگ | آلمان                     | لوتریانیسم   |
| ۱۹۳۶ | ویکتور فرانتس هس   | اتریش ایالات متحده آمریکا | کاتولیسیسم   |
| ۱۹۵۱ | ارنست والتون       | جمهوری ایرلند             | متدیسم       |
| ۱۹۶۴ | چارلز هارد تاونز   | ایالات متحده آمریکا       | پروتستانتیسم |
| ۱۹۷۴ | آنتونی هویش        | بریتانیا                  | مشخص نشده    |
| ۱۹۷۷ | نویل فرانسیس مات   | بریتانیا                  | انگلیکانیسم  |
| ۱۹۸۱ | آرتور لئونارد شالو | ایالات متحده آمریکا       | پروتستانتیسم |
| ۱۹۹۷ | ویلیام دانیل فیلیپ | ایالات متحده آمریکا       | پروتستانتیسم |
| ۲۰۰۷ | پتر گرونبرگ        | آلمان                     | کاتولیسیسم   |

## شیمی
بین سال های ۱۹۹۱ تا ۲۰۰۰ برندگان جایزه نوبل شیمی که مسیحی بوده اند و یا پیشینه مسیحی داشته اند ۷۲.۵٪ درصد است.
| سال  | برندگان نوبل شیمی | ملیت                | گرایش        |
| ---- | ----------------- | ------------------- | ------------ |
| ۱۹۱۸ | فریتس هابر        | آلمان               | پروتستانتیسم |
| ۱۹۹۶ | ریچارد اسمالی     | ایالات متحده آمریکا | مشخص نشده    |
| ۲۰۰۷ | گرهارد ارتل       | آلمان               | مشخص نشده    |
| ۲۰۱۲ | برایان کبیلکا     | ایالات متحده آمریکا | کاتولیسیسم   |
| ۲۰۱۹ | جان بی. گوداناف   | ایالات متحده آمریکا | مشخص نشده    |

## فیزیولوژی یا پزشکی
در بین سال های ۱۹۰۱ و ۲۰۰۰ طبق تخمین های زده شده، ۶۲٪ درصد افراد برنده جایزه نوبل فیزیولوژی یا پزشکی، مسیحی بوده اند و یا پیشینه مسیحی داشته اند.
| سال  | برندگان نوبل فیزیولوژی یا پزشکی | ملیت                              | گرایش        |
| ---- | ------------------------------- | --------------------------------- | ------------ |
| ۱۹۰۶ | سانتیاگو رامون کاخال            | اسپانیا                           | کاتولیسیسم   |
| ۱۹۰۹ | امیل تئودور کوخر                | سوئیس                             | پروتستانتیسم |
| ۱۹۱۲ | آلکسیس کارل                     | فرانسه                            | کاتولیسیسم   |
| ۱۹۳۰ | کارل لندشتاینر                  | اتریش                             | کاتولیسیسم   |
| ۱۹۴۷ | گرتی کوری                       | ایالات متحده آمریکا               | کاتولیسیسم   |
| ۱۹۶۳ | جان کارو اکلس                   | استرالیا                          | کاتولیسیسم   |
| ۱۹۷۸ | ورنر آربر                       | سوئیس                             | پروتستانتیسم |
| ۱۹۹۸ | فرید مراد                       | ایالات متحده آمریکا               | مشخص نشده    |
| ۲۰۱۲ | جان گوردون                      | بریتانیا                          | پروتستانتیسم |
| ۲۰۱۵ | ویلیام کمپبل                    | جمهوری ایرلند ایالات متحده آمریکا | کاتولیسیسم   |

## مقاله های مرتبط
- فهرست مسلمانان برنده جایزه نوبل
- فهرست زنان برنده جایزه نوبل